# Прокурор Южного округа Нью-Йорка
Прокурор Южного округа Нью-Йорка (англ. United States Attorney for the Southern District of New York, SDNY) — главный федеральный сотрудник правоохранительных органов округов штата Нью-Йорк и боро города Нью-Йорк: Манхэттен, Бронкс, Уэстчестер, Патнам, Рокленд, Ориндж, Датчесс и Салливан. Прокурор представляет Федеральные власти США в уголовных и гражданских делах по всей стране. Занимается широким спектром дел, в том числе делами, связанными с беловоротничковой преступностью, домашним терроризмом, киберпреступностью, коррупцией, организованной преступностью, а также делами о гражданских правах.
Прокуратура Южного округа известна своей высокой степенью независимости и беспристрастности, за что получила прозвище «Суверенный округ Нью-Йорка» (англ. Sovereign District of New York). Её ресурсы, культура и сопровождающий местный офис Федерального бюро расследований дали ей репутацию исключительно агрессивной в преследовании преступников. Прокуратура вела ряд самых сложных и резонансных дел, в том числе против лиц из близкого круга бывшего президента США Дональда Трампа.
С 10 октября 2021 года прокурором является Дэмиан Уильямс, назначенный президентом Джо Байденом.

## Структура и история
Прокурор Южного округа Нью-Йорка возглавляет прокуратуру или управление Южного округа Нью-Йорка. Управление состоит из двух отделов, занимающихся гражданскими и уголовными делами. Также есть два офиса: один в боро Манхэттен, а другой в городе Уайт-Плейнс. В управлении работают около 220 помощников прокурора, которых обслуживает административный и вспомогательный персонал. Это одно из самых крупных управлений в стране.
24 сентября 1789 года президент США Джордж Вашингтон подписал Закон о судебной системе, заложивший основы системы американского права. Двумя днями позже Вашингтон в письме Сенату США назначил Ричарда Харрисона первым «прокурором Соединённых Штатов в округе Нью-Йорк». 3 ноября 1789 года суд округа Нью-Йорка открыл свой зал заседаний. Одним из первых его поручений было зарегистрировать Ричарда Харрисона в качестве прокурора в этом округе. К весне 1790 года прокуратура успешно возбудила свои первые уголовные и гражданские дела в федеральном суде Нью-Йорка. В 1814 году Прокуратура Нью-Йорка была разделена на прокуратуру Северного округа Нью-Йорка и прокуратуру Южного округа Нью-Йорка.
За время президентства Дональда Трампа, прокурор Южного округа сменился 4 раза. Трамп, став президентом, уволил двух прокуроров подряд, после неудачной попытки своего ставленника Уильяма Барра, генерального прокурора США, поставить на эту должность сторонника президента. Газета The New York Times сообщала, что Барр и другие официальные лица, сторонники Трампа, пытались вмешиваться в дела прокуратуры Южного округа.
19 ноября 2021 года стало известно о том, что Уильямс создаст подразделение гражданских прав в отделе по уголовным делам прокуратуры. Это подразделение должно улучшить эффективность работы управления в части защиты гражданских прав. Это решение было принято на фоне роста числа преступлений на почве ненависти и преступлений, связанных с полицейским насилием.

## Список прокуроров
| Срок | Срок                               | Прокурор | Прокурор                   | Политическая партия            | Кем назначен             |
| ---- | ---------------------------------- | -------- | -------------------------- | ------------------------------ | ------------------------ |
| 1    | март 1815– 30 июня 1819            |          | Джонатан Фиск              | Демократическо-республиканская | Джеймс Мэдисон           |
| 2    | июль 1819– февраль 1828            |          | Роберт Тиллотсон           | Демократическо-республиканская | Джеймс Монро             |
| 3    | февраль 1828– апрель 1829          |          | Джон Дьюер                 | Демократическо-республиканская | Джон Куинси Адамс        |
| 4    | апрель 1829– апрель 1834           |          | Джеймс Александр Гамильтон | Демократ                       | Эндрю Джексон            |
| 5    | апрель 1834– декабря 10, 1838      |          | Уильям М. Прайс            | Демократ                       | Эндрю Джексон            |
| 6    | декабрь 1838– март 1841            |          | Бенджамин Франклин Батлер  | Демократ                       | Мартин Ван Бюрен         |
| 7    | март 1841– март 1845               |          | Огден Хоффман              | Партия вигов (США)             | Уильям Генри Гаррисон    |
| 8    | март 1845– сентябрь 1848           |          | Бенджамин Франклин Батлер  | Демократ                       | Джеймс Нокс Полк         |
| 9    | сентябрь 1848– декабрь 1848        |          | Чарльз Маквин              | Демократ                       | Джеймс Нокс Полк         |
| 10   | январь 1849– апрель 1849           |          | Лоренцо Б. Шепард          | Демократ                       | Джеймс Нокс Полк         |
| 11   | апрель 1849– март 1853             |          | Джонатан Прескотт Холл     | Партия вигов                   | Закари Тейлор            |
| 12   | апрель 1853– июнь 1854             |          | Чарльз О'Конор             | Демократ                       | Франклин Пирс            |
| 13   | июль 1854– январь 1858             |          | Джон Маккеон               | Демократ                       | Франклин Пирс            |
| 14   | январь 1858– декабрь 1859          |          | Теодор Седжвик             | Демократ                       | Джеймс Бьюкенен          |
| 15   | декабрь 1859– март 1861            |          | Джеймс Джон Рузвельт       | Демократ                       | Джеймс Бьюкенен          |
| 16   | апрель 1861– апрель 1865           |          | Эдвард Делафилд Смит       | Республиканец                  | Авраам Линкольн          |
| 17   | апрель 1865– апреля 12, 1866       |          | Даниел Дикинсон            | Демократ                       | Авраам Линкольн          |
| 18   | апрель 1866– апреля 25, 1869       |          | Сэмюэл Г. Кортни           | Демократ                       | Эндрю Джонсон            |
| 19   | апреля 25, 1869– июля 20, 1870     |          | Эдвардс Пьерпонт           | Республиканец                  | Улисс Грант              |
| 20   | июля 20, 1870– декабря 31, 1872    |          | Ной Дэвис                  | Республиканец                  | Улисс Грант              |
| 21   | декабря 31, 1872– января 24, 1877  |          | Джордж Блисс мл.           | Республиканец                  | Улисс Грант              |
| 22   | января 24, 1877– марта 12, 1883    |          | Стюарт Вудфорд             | Республиканец                  | Улисс Грант              |
| 23   | марта 12, 1883– июля 6, 1885       |          | Элиу Рут                   | Республиканец                  | Честер Алан Артур        |
| 24   | июля 6, 1885– марта 1, 1886        |          | Уильям Доршаймер           | Демократ                       | Гровер Кливленд          |
| 25   | марта 1, 1886– сентября 16, 1889   |          | Стивен А. Уокер            | Демократ                       | Гровер Кливленд          |
| 26   | сентября 16, 1889– февраля 1, 1894 |          | Эдвард Митчелл             | Республиканец                  | Бенджамин Гаррисон       |
|      | февраля 1, 1894– июля 23, 1894     |          | Генри С. Платт             | Демократ                       | Гровер Кливленд          |
| 27   | июля 23, 1894– январь 1898         |          | Уоллес Макфарлейн          | Демократ                       | Гровер Кливленд          |
| 28   | январь 1898– январь 1906           |          | Генри Лоуренс Бернетт      | Республиканец                  | Уильям Мак-Кинли         |
| 29   | январь 1906– апреля 8, 1909        |          | Генри Льюис Стимсон        | Республиканец                  | Теодор Рузвельт          |
| 30   | апреля 8, 1909– мая 7, 1913        |          | Генри А. Уайз              | Республиканец                  | Уильям Говард Тафт       |
| 31   | мая 7, 1913– апрель 1917           |          | Хадсон Сноуден Маршалл     | Демократ                       | Вудро Вильсон            |
| 32   | апрель 1917– июнь 1921             |          | Фрэнсис Гордон Кэффи       | Демократ                       | Вудро Вильсон            |
| 33   | июнь 1921– марта 2, 1925           |          | Уильям Хейворд             | Республиканец                  | Уоррен Гардинг           |
| 34   | марта 2, 1925– апреля 6, 1927      |          | Эмори Бакнер               | Республиканец                  | Калвин Кулидж            |
| 35   | апреля 6, 1927– сентября 29, 1930  |          | Чарльз Х. Таттл            | Республиканец                  | Калвин Кулидж            |
|      | сентября 29, 1930– январь 1931     |          | Роберт Э. Мэнли            | Республиканец                  | Герберт Гувер            |
| 36   | январь 1931– ноября 21, 1933       |          | Джордж З. Медали           | Республиканец                  | Герберт Гувер            |
|      | ноября 22, 1933– декабря 26, 1933  |          | Томас Эдмунд Дьюи          | Республиканец                  | Франклин Делано Рузвельт |
| 37   | декабря 26, 1933– мая 16, 1935     |          | Мартин Томас Конбой мл.    | Демократ                       | Франклин Делано Рузвельт |
|      | мая 16, 1935– ноября 20, 1935      |          | Фрэнсис У. Х. Адамс        | Демократ                       | Франклин Делано Рузвельт |
| 38   | ноября 20, 1935– декабрь 1938      |          | Ламар Харди                | Демократ                       | Франклин Делано Рузвельт |
|      | декабрь 1938– март 1939            |          | Грегори Фрэнсис Нунан      | Демократ                       | Франклин Делано Рузвельт |
| 39   | март 1939– март 1941               |          | Джон Т. Кэхилл             | Демократ                       | Франклин Делано Рузвельт |
| 40   | март 1941– июня 10, 1943           |          | Матиас Ф. Корреа           | Демократ                       | Франклин Делано Рузвельт |
|      | июня 10, 1943– августа 2, 1943     |          | Ховард Ф. Коркоран         | Демократ                       | Франклин Делано Рузвельт |
| 41   | августа 2, 1943– октября 9, 1944   |          | Джеймс Б.М. МакНалли       | Демократ                       | Франклин Делано Рузвельт |
| 42   | октября 9, 1944– октябрь 1949      |          | Джон Ф. К. Макгохи         | Демократ                       | Франклин Делано Рузвельт |
| 43   | октябрь 1949– сентября 18, 1951    |          | Ирвинг Сайпол              | Демократ                       | Гарри Трумэн             |
| 44   | сентября 18, 1951– апреля 1, 1953  |          | Майлз Дж. Лейн             | Демократ                       | Гарри Трумэн             |
| 45   | апреля 1, 1953– июля 11, 1955      |          | Дж. Эдвард Лумбард         | Республиканец                  | Дуайт Дэвид Эйзенхауэр   |
|      | июля 11, 1955– сентября 1, 1955    |          | Ллойд Фрэнсис МакМахон     | Республиканец                  | Дуайт Дэвид Эйзенхауэр   |
| 46   | сентября 1, 1955– июля 9, 1958     |          | Пол В. Уильямс             | Республиканец                  | Дуайт Дэвид Эйзенхауэр   |
|      | июля 9, 1958– 1959                 |          | Артур Х. Кристи            | Республиканец                  | Дуайт Дэвид Эйзенхауэр   |
| 47   | 1959– января 31, 1961              |          | Сэмюэл Хазард Гиллеспи мл. | Республиканец                  | Дуайт Дэвид Эйзенхауэр   |
|      | января 31, 1961– апреля 18, 1961   |          | Мортон С. Робсон           | Республиканец                  | Джон Фицджералд Кеннеди  |
| 48   | апреля 18, 1961– января 16, 1970   |          | Роберт Моргентау           | Демократ                       | Джон Фицджералд Кеннеди  |
| 49   | января 16, 1970– июня 4, 1973      |          | Уитни Норт Сеймур мл.      | Республиканец                  | Ричард Никсон            |
| 50   | июня 4, 1973– октября 31, 1975     |          | Пол Дж. Карран             | Республиканец                  | Ричард Никсон            |
|      | октября 31, 1975– марта 1, 1976    |          | Thomas J. Cahill           | Республиканец                  | Джеральд Рудольф Форд    |
| 51   | марта 1, 1976– марта 2, 1980       |          | Роберт Б. Фиске            | Республиканец                  | Джеральд Рудольф Форд    |
|      | марта 3, 1980– мая 21, 1980        |          | Уильям М. Тэнди            | Республиканец                  | Джимми Картер            |
| 52   | мая 22, 1980– июня 3, 1983         |          | Джон С. Мартин мл.         | Демократ                       | Джимми Картер            |
| 53   | июня 3, 1983– января 1, 1989       |          | Рудольф Джулиани           | Республиканец                  | Рональд Рейган           |
|      | января 1, 1989– октября 16, 1989   |          | Бенито Романо              | Республиканец                  | Джордж Герберт Уокер Буш |
| 54   | октября 16, 1989– мая 31, 1993     |          | Отто Г. Обермайер          | Республиканец                  | Джордж Герберт Уокер Буш |
| 55   | июня 1, 1993– января 7, 2002       |          | Мэри Джо Уайт              | Беспартийная                   | Билл Клинтон             |
| 56   | января 7, 2002– декабря 15, 2003   |          | Джеймс Коми                | Республиканец                  | Джордж Уокер Буш         |
|      | декабря 15, 2003– сентября 6, 2005 |          | Дэвид Н. Келли             | Демократ                       | Джордж Уокер Буш         |
| 57   | сентября 6, 2005– декабря 1, 2008  |          | Майкл Дж. Гарсия           | Республиканец                  | Джордж Уокер Буш         |
|      | декабря 1, 2008– августа 13, 2009  |          | Лев Дассин                 | Беспартийный                   | Джордж Уокер Буш         |
| 58   | августа 13, 2009– марта 11, 2017   |          | Прит Бхарара               | Демократ                       | Барак Обама              |
|      | марта 11, 2017– января 5, 2018     |          | Джун Ким                   |                                | Дональд Трамп            |
|      | января 5, 2018– июня 20, 2020      |          | Джеффри Берман             | Республиканец                  | Дональд Трамп            |
|      | June 20, 2020 – October 10, 2021   |          | Одри Штраус                | Демократ                       | Дональд Трамп            |
| 59   | October 10, 2021 – present         |          | Дэмиан Уильямс             | Демократ                       | Джо Байден               |

## В культуре
Американский драматический сериал «Миллиарды» отчасти основан на судебном преследовании прокурора Южного округа Прита Бхарары S.A.C. Capital Advisors и других хедж-фондов.